# Badinae
A Badidae a sügéralakúak közé tartozó halcsalád, két halnem tartozik hozzá. Földrajzi elterjedésük kiterjed az Indus és a Gangesz folyók vízrendszerének trópusi és szubtrópusi területeire: Pakisztán, Észak-India, Nepál, Banglades, Mianmar (Burma) és a Dél-kínai Yunnan tartomány, valamint a Mekong folyó középső szakaszára (Vietnám, Thaiföld, Laosz).

## Rendszerezés
Perciformes
- Percoidei
  - Badidae (ázsiai levélhalfélék családja)
    - Badis
    - Dario

### Badis (Bleeker, 1853)
A Badisok kicsi sügéralakú levélhalak, átlagos méretük öt cm. 2002-ben, a taxonmódosítást követően az addig ismert Badis fajok száma kilenc újabb fajjal bővült.
Badis badis csoport:
- Badis badis (Hamilton, 1822), a nem típusfaja. Syn: Badis buchanani (Labrus badis). A faj megtalálható a Gangesz és az Indus folyórendszerében, az indiai Himácsal Prades állam területen lévő Jamuna és Mahanadi folyókban, az Asszám-alföld  Brahmaputra területén (Kaziranga, Gauhati és Dibru folyók), illetve Nepálban és Bangladesben.
- Badis kanabos (Kullander & Britz, 2002). Endemikus faj, előfordulási helyük az Asszám-alföld Brahmaputra területének nyugati részére korlátozódik. A hímek mérete 4 cm. Klaszter:
  - Badis cf. kanabos
- Badis chittagongis (Kullander & Britz, 2002). Endemikus faj, amely csak Banglades "Chittagong" nevű patakjában található. Méretük 3.5 cm.
- Badis ferrarisi (Kullander & Britz, 2002). Szintén endemikus faj, amelyek csak Mianmar "Chindwin" nevű patakjában találhatóak. E faj érdelkessége, hogy először Myanmar "Kalaymyon" városának piacán fedezték fel egy halaskofa kosarában. A hímek mérete 3.5 cm.
- Badis tuivaiei (Vishwanath & Shanta, 2004). Előfordulási helyük észak India, Manipur. A hímek mérete 6 cm.
- Badis dibruensis Geetakumari & Vishwanath, 2010

Badis assamensis csoport:
- Badis assamensis (Ahl, 1937). Syn: Badis badis assamensis Megtalálhatóak az indiai Asszám-alföld  Brahmaputra területén.  Ez a legnagyobb faj a Badisok között, a hím mérete 7 cm.
- Badis blosyrus (Kullander & Britz, 2002). Az indiai Asszám-alföld egész Brahmaputra területén előfordulnak. A hímek mérete 3.5 cm.
- Badis singenensis Geetakumari & Kadu, 2011

Badis ruber csoport:
- Badis ruber (Schreitmüller, 1923) Syn: Badis badis burmanicus Földrajzi szétoszlásuk szerint megtalálhatóak dél Myanmarban és a Mekong folyó középső szakaszán (Thaiföld, Laosz). A hímek mérete 6 cm.
- Badis khwae (Kullander & Britz, 2002). Földrajzi elterjedésük a Mekong folyórendszerhez tartozó Mae Nam Khwae Noi folyóra korlátozódik Thaiföldön. Ez a legkisebb Badis, a hímek mérete 3 cm.
- Badis siamensis (Klausewitz, 1957). Előfordulási helyük a Mekong folyó középső szakaszára korlátozódik (Thaiföld). Méretük 4 cm.

Badis corycaeus csoport :
- Badis corycaeus (Kullander & Britz, 2002). Syn: B. sp. "Zebra" Megtalálhatóak észak Myanmarban, az Ayeyarwady folyórendszerben. Méretük 3.5 cm.
- Badis pyema (Kullander & Britz, 2002). Előfordulási helyük szintén az Ayeyarwady folyórendszer és a Putao-tó észak Myanmarban. A hímek mérete 4 cm.

Badis kyar csoport:
- Badis kyar "Myitkyina Myanmar" (Kullander & Britz, 2002). Elterjedési területük kiterjed az Ayeyarwady folyórendszerre, az Inywa és Indawgyi tavakra észak Myanmarban. Méretük 4 cm.
- Badis juergenschmidti (Ingo Schindler & Horst Linke, 2010) A fajt a mianmari Ka Dat Chaung folyórendszerből írták le, fajnevét a német dr. Jürgen Schmidt etológus és taxonómus után kapta. A juergenschmidti alakja hasonló az alapfajhoz (Badis badis), de az alapszínezete nem kék, hanem barnássárga, a testrész a fejrészen sötétbarna harántsávokkal díszítve. Így ez a faj igen hasonló az angol Wildwoods importőr által forgalmazott, és még tudományosan le nem írt indiai Badis 'fajhoz, a Badis sp. "Buxar" - hoz.

Besorolatlan fajok:
- B. sp. "Assam"
- B. sp. "Mahananda"
- B. sp. "Buxar"

### Dario (Kullander & Britz, 2002)
Egy új neotypikus halnem, amelyhez három és igen színes kis levélhal tartozik. Az átlagos méretük 2 cm. A Dáriok abban különböznek a Badisoktól, hogy náluk hiányzik az oldalvonal.
- Dario dario (Kullander & Britz, 2002) syn: Badis badis bengalensis (Tomey, 1999) = Scarlet Badis. Földrajzi eloszlásuk szerint megtalálhatóak az indiai Asszám-alföld  Brahmaputra területén és északnyugat-Bengáliában.
- Dario dayingensis (Kullander &  Britz, 2002). Előfordulási helyük a kínai dél Yunnan tartomány, az Irrawaddy folyórendszer.
- Dario hysginon (Kullander &  Britz, 2002). Ismertek Myanmarból, a Myitkyina, Indawgyi és Mandalay tavakból. A legkisebb Dario faj, a hímek kifejlett mérete alig éri el a 2 cm. Besorolatlan faj:
- D. sp. "Jaintia Hills"
- Dario urops Britz & Philip, 2012
- Dario kajal Britz & Kullander 2013